# Cosmetic
"Cosmetic" (estilizado em minúsculas) é um single da banda de rock japonesa SID, lançado em 29 de setembro de 2010 pela Ki/oon Records. A canção foi incluída no álbum Dead Stock e na compilação Sid All Singles Best.

## Promoção e lançamento
Os detalhes do single, como capa, os compositores e as faixas, foram revelados no início de setembro. Uma parte da canção começou a ser distribuída no aplicativo Recochoku Chaku-Uta (R) em 4 de setembro, e ficou em primeiro lugar no ranking diário, sendo o terceiro single da banda consecutivo a realizá-lo. Um dia antes, o aplicativo havia lançado a letra da canção. Em 22 de setembro, ele publicou a versão inteira ao mesmo tempo que "Cosmetic" o karaokê DAM também a publicava. O download pelo DAM incluiu um brinde.
"Cosmetic" foi lançado oficialmente em 29 de setembro em três edições: a edição regular e as limitadas A e B. A edição regular acompanha apenas o CD com três faixas ("Cosmetic", "Sugu Hata de" e uma versão ao vivo de "Memai") e as edições limitadas incluem um DVD bônus, diferente para a edição A ou B. No dia do lançamento, eles anunciaram o single seguinte: "Ranbu no Melody" e alguns dias mais tarde uma apresentação no grande estádio Tokyo Dome.

## Estilo musical e temas
A faixa título foi composta pelo guitarrista Shinji e o lado B "Sugu Hata de" por Aki.  O tema da canção é sobre o amor relacionamento complicado entre adultos. O vocalista Mao contou para a revista What's In? que o tema é "bola curva" (uma metáfora japonesa). O guitarrista Shinji acresentou que a palavra chave "veneno" também faz parte do tema. O site CD Journal a descreveu como uma música pop com um toque de funk.

## Desempenho comercial
Alcançou o terceiro lugar na Oricon Albums Chart semanal e ficou na parada por oito semanas. Na parada Japanese Rock & Pop Singles da Tower Records, ficou em segundo lugar. Já na Billboard Japan Hot 100, seu pico foi o quinto lugar.
É o décimo single mais vendido da banda, de acordo com o ranking da Oricon.

## Faixas
Todas as letras escritas por Mao. 
| N.º            | Título                                             | Música         | Duração |  |
| 1.             | "Cosmetic"                                         | Shinji         | 3:22    |  |
| 2.             | "Sugu Hata de" (すぐ傍で)                          | Aki            | 4:24    |  |
| 3.             | "Memai" (Live from 『Ichiban Suki na Basho 2010』) | Aki            | 4:29    |  |
| Duração total: | Duração total:                                     | Duração total: | 12:16   |  |

## Ficha técnica
- Mao – vocal
- Shinji – guitarra
- Aki – baixo
- Yūya – bateria